# Риттер, Доротея
Доротея Элизабет (Дорис) Риттер (нем. Dorothea Elisabeth (Doris) Ritter; 1714, Перлеберг — 1762, Берлин) — подруга детства Фридриха Великого.
Дорис Риттер, дочь немецкого богослова Маттиаса Риттера, родилась и провела часть детства в крепости Перлеберг. В 1728 году семья переехала в Потсдам, где отец получил должность директора местной средней школы, а также занял пост кантора в церкви Святого Николая. Юная Дорис обладала незаурядным музыкальным талантом. Она прекрасно играла на фортепиано и исполняла сольные партии в церковном хоре. Знакомство 16-летней Доротеи с 18-летним наследным принцем, которое позднее переросло в дружбу, состоялось именно благодаря общему увлечению музыкой.
Роковой для Дорис стала неудачная попытка побега Фридриха из отчего дома. Рассвирепевший король Фридрих Вильгельм I счёл невинную дружбу молодых людей достаточным доказательством пособничества девушки в подготовке побега. 5 сентября 1730 года Дорис Риттер была схвачена и брошена в тюрьму. В приговоре Фридриха Вильгельма было сказано:
… утром дочь кантора должна быть выпорота перед городской ратушей, затем то же надлежит сделать перед домом её отца, после этого её следует водить по городу и пороть на каждом углу, дабы так провести по всему городу.
Кроме того, девушку подвергли унизительной публичной проверке на девственность. Несмотря на то, что проверка показала её невинность, Дорис объявили проституткой и заключили в работный дом без права когда-либо выйти оттуда.
Все усилия, предпринятые отцом девушки во имя её спасения, оказались тщетными. Более того, сразу после приведения приговора в исполнение он лишился всех своих должностей. Через несколько лет Дорис все же была освобождена. Вольтер, описывал её так:
Тощая женщина, похожая на ведьму, она ничем не напоминает ту девочку, которую пороли из-за принца.
В 1762 году Дорис Риттер скончалась в Берлине.